# Hymenochaete anomala
Hymenochaete anomala är en svampart som beskrevs av Burt 1918. Hymenochaete anomala ingår i släktet Hymenochaete och familjen Hymenochaetaceae.   Inga underarter finns listade i Catalogue of Life.